# Strada europea E35
La strada europea E35  è una strada di classe A e, come si evince dal numero, è una dorsale Nord-Sud.
In particolare la E35 collega Amsterdam a Roma con un percorso lungo 1646 km, attraverso Paesi Bassi, Germania, Svizzera e Italia.
Tutto l'itinerario è composto da tratte autostradali o semiautostradali.

## Percorso
| AMSTERDAM - ROMA |                             |                          |                                      |
| Stato            | Tipo                        | Tratto                   | Connessioni con altre strade europee |
|                  | autostrada                  | Tangenziale di Amsterdam | E22                                  |
| autostrada       | Amsterdam - Utrecht         | E30, E311                |                                      |
| autostrada       | Utrecht - confine           |                          |                                      |
|                  | autostrada                  | confine - Russelsheim    | E29, E31, E34, E37, E40, E42, E451   |
| autostrada       | Russelsheim - Darmstadt     | E451                     |                                      |
| autostrada       | Darmstadt - Basilea         | E52, E531                |                                      |
|                  | autostrada                  | Basilea - Chiasso        | E25, E41, E43, E54, E60              |
|                  | autostrada                  | Chiasso - Lainate        |                                      |
| autostrada       | Lainate-Milano              | E62                      |                                      |
| autostrada       | Tangenziale Ovest di Milano | E62, E64                 |                                      |
| autostrada       | Milano - Fiano Romano       | E33, E45, E76, E78       |                                      |
| autostrada       | Fiano Romano - Roma         | E80                      |                                      |